# Кьеврен
Кьевре́н (фр. Quiévrain, валлон. Kievrin / Kièvrin, пикард. Kiévrin / Kievrin) — коммуна в Валлонии, расположенная в провинции Эно, округ Монс, на границе с Францией. Принадлежит Французскому языковому сообществу Бельгии. На площади 21,22 км² проживают 6559 человек (плотность населения — 309 чел./км²), из которых 47,32 % — мужчины и 52,68 % — женщины. Средний годовой доход на душу населения в 2003 году составлял 10 349 евро.
Почтовые коды: 7380, 7382. Телефонный код: 065.